# Eilica bedourie
Eilica bedourie är en spindelart som beskrevs av Norman I. Platnick 1985. Eilica bedourie ingår i släktet Eilica och familjen plattbuksspindlar.
Artens utbredningsområde är Queensland. Inga underarter finns listade i Catalogue of Life.